# If It Wasn't for Bad
If It Wasn't For Bad è un brano composto ed interpretato dall'artista statunitense Leon Russell.

## Il brano
La canzone costituisce la traccia d'apertura dell'album The Union (2010), frutto della collaborazione tra il cantautore dell'Oklahoma e Sir Elton John; scopo dichiarato del disco è quello di assicurare a Russell una pensione dignitosa e un'autorevolezza rinnovata. Logico, quindi, che il primo singolo fuoriuscito dalle session di registrazione fosse un brano composto interamente da Leon.
Aperto da un elaborato riff pianistico, il pezzo mette in evidenza un ampio numero di musicisti: Jim Keltner e Jay Bellerose suonano la batteria e le percussioni, rafforzando il percorso melodico guidato dal pianoforte e dalla voce di Leon, mentre Dennis Crouch è alle prese con il contrabbasso; completano il tutto Marc Ribot (alla chitarra), Booker T. Jones (all'organo Hammond B3) e Keefus Ciancia (alle tastiere), mentre le punteggiature eseguite da una sezione di fiati arrangiata e diretta da Darrell Leonard (e formata da
Ira Nepus, Maurice Spears, George Bohanon, William Roper e Leonard stesso) aggiungono consistenti venature black, così come i coristi Alfie Silas Durio, Judith Hill, Rose Stone, Tata Vega e Jean Witherspoon (che preannunciano il tono semisacro della canzone prima ancora che la voce di Russell entri in scena). Sir Elton stesso si aggiunge ai cori (arrangiati da Leon e diretti da Bill Maxwell) e agisce come seconda voce; in definitiva, il brano venutosi così a creare si configura come un pezzo dal forte pathos quasi religioso, influenzato dal rhythm and blues e dal soul. Il titolo della canzone significa letteralmente Se Non Fosse Per Il Male, e narra una storia d'amore presumibilmente naufragata a causa delle menzogne della donna.
If It Wasn't For Bad è stata pubblicata come singolo in download su iTunes (e per i collezionisti anche in 7") il 24 agosto 2010. Ha ricevuto ottime recensioni da parte della critica: basti pensare, per restare in ambito italiano, alla rivista Jam ("(...) È il gusto che si ritrova in 'If It Wasn't For Bad', con quei cori "neri" e certe favolose punteggiature di fiati"), oppure al sito Discoclub.myblog.it ("Ma tutto inizia bene sin dal primo brano 'If It Wasn't For Bad', introdotta da un piano solitario e dalle voci delle coriste, poi entra la voce di Russell sostenuta da quella di Elton e ti rendi subito conto che sarà un bel viaggio per l'ascoltatore"), mentre il magazine Rolling Stone aveva già assegnato 4 stelle al brano, definendolo il migliore del numero della rivista nel quale era apparso.
La canzone non è entrata in nessuna classifica, ad eccezione di quella del Regno Unito (dove si è posizionato alla #194); comunque, è stata abbastanza trasmessa nelle radio anglosassoni (meritandosi la qualifica di "Record of the Week"), mentre negli Stati Uniti è stata nella top 40 della classifica AAA (o Triple A) per 3 mesi, raggiungendo come miglior posizione il numero 25. Di recente, inoltre, ha ricevuto una nomination per i Grammy nella categoria "Best Pop Collaboration With Vocals".

## Formazione
- Leon Russell: pianoforte, voce, arrangiamento dei cori
- Elton John: voce, cori
- Jim Keltner: batteria, percussioni
- Jay Bellerose: batteria, percussioni
- Dennis Crouch: contrabbasso
- Marc Ribot: chitarra
- Booker T. Jones: B3
- Keefus Ciancia: tastiere
- Sezione fiati:
  - Darrell Leonard: tromba, arrangiamento e direzione dei fiati
  - Ira Nepus: trombone
  - Maurice Spears: trombone
  - George Bohanon: trombone, corno
  - William Roper: tuba
- Bill Maxwell: direzione dei cori
- Alfie Silas Durio: cori
- Judith Hill: cori
- Rose Stone: cori
- Tata Vega: cori
- Jean Witherspoon: cori